# الاختراق الكبير
الاختراق الكبير وقد تُترجَم حرفيًا إلى الاختراق الضخم (بالإنجليزية:  The Great Hack)‏ هو فيلم وثائقي صدرَ عام 2019 ويتناولُ فضيحة موقع فيسبوك ومشاركتهِ بيانات الملايين من مستخدميه معَ شركة كامبريدج أناليتيكا التي استعملتها في أغراض سياسيّة. الفيلمُ من إخراج شبكة نتفليكس وقد أفرجت عنهُ في 24 تمّوز/يوليو 2019.

## القصّة
يتناولُ الفيلم ما عُرف بـ «فضيحة كامبريدج أناليتيكا» من وجهة نظر عددٍ من الأشخاص المعنيين بالموضوع.

## طاقَم العمل
- كارول كادوالادر
- ديفيد كارول
- بريتاني كايزر (المدير السابق لتطوير الأعمال في مجموعة إس سي إل وهي الشركة الأم لشركة كامبريدج أناليتيكا)
- جوليان ويتلاند
- كريستوفر ويلي

## الاستقبال
حصلَ فيلم الاختراق الكبير على تقييم جيّد؛ حيثُ قُيّم بما معدّله 7.24/10 في موقع روتن توميتوز استنادًا إلى 39 تقييم؛ كما أثارَ الفيلم الكثير من الضجّة والجدل كونّه قدّم لمحة ولو بسيطة عنِ الطريقة التي يتم بها بيع وتبادل البيانات لتحقيق مكاسب سياسية وخاصّة خلال الاستحقاقات الانتخابية. في السياق ذاته؛ كتبَ بيتر برادشو في صحيفة الجارديان مؤكدًا على أن الفيلم «يتعلّقُ بأكبر فضيحة في عصرنا: هناك علامات استفهام هائلة حول مشروعية التصويت على خروج بريطانيا من الاتحاد الأوروبي ... أمنحهُ خمسَ نجوم.»

## روابط خارجية
الاختراق الكبير على موقع IMDb (الإنجليزية)
- الاختراق الكبير على موقع ميتاكريتيك (الإنجليزية)
- الاختراق الكبير على موقع روتن توميتوز (الإنجليزية)
- الاختراق الكبير على موقع نتفليكس (الإنجليزية)
- الاختراق الكبير على موقع ألو سيني (الفرنسية)
- الاختراق الكبير على موقع أول موفي (الإنجليزية)
- الاختراق الكبير على موقع فيلمافينيتي (الإسبانية)
- الاختراق الكبير على موقع قاعدة بيانات الفيلم (الإنجليزية)
- الاختراق الكبير على موقع ليتربوكسد (الإنجليزية)
- الاختراق الكبير على موقع كينوبويسك (الروسية)